# Iván Gorozhankin
Ivan Nikolaevich Gorozhankin (o Goroschankin, o Gorojankine) (translitera al cirílico ruso Иван Николаевич Горожанкин (1848-1904) fue un botánico, y algólogo ruso.
Estudió primero en la escuela secundaria de Voronej de 1858 à 1865. Luego ingresó en la Facultad de Derecho de la Universidad Estatal de Moscú, graduándose en 1871, con una tesis sobre la familia de Tropaeolaceae
Después de graduarse, trabajó en la Universidad de Moscú, donde ocupó desde el año 1874 la cátedra en el Departamento de Botánica. En 1875 se convirtió en profesor y fue habilitado seis años después. Fue el fundador de la escuela de morfología botánica de Moscú (Московская морфолого-ботаническая школа), continuando a partir de numerosos profesores universitarios(Московское общество испытателей природы).
Desde 1875 hasta 1902, fue director del Jardín Botánico Lomonósov de la Facultad de Biología de la Universidad Estatal de Moscú. Se construyeron nuevos edificios con laboratorios, lo que le permite llevar a cabo experimentos y enseñar a lo largo del año.

## Honores
- vicepresidente de la Sociedad de Moscú de Ciencias Naturales

- La abreviatura «Gorozh..» se emplea para indicar a Iván Gorozhankin como autoridad en la descripción y clasificación científica de los vegetales.[4]